# Vilya
Vilya también llamado el "Anillo del Aire" o el "Anillo Azul" es un anillo mágico que forma parte de las historias del escritor J. R. R. Tolkien ambientadas en la Tierra Media.
Vilya es el más poderoso de los Tres Anillos de los elfos. Con un gran zafiro de color azul incrustado, era un anillo de fortalecimiento y curación.

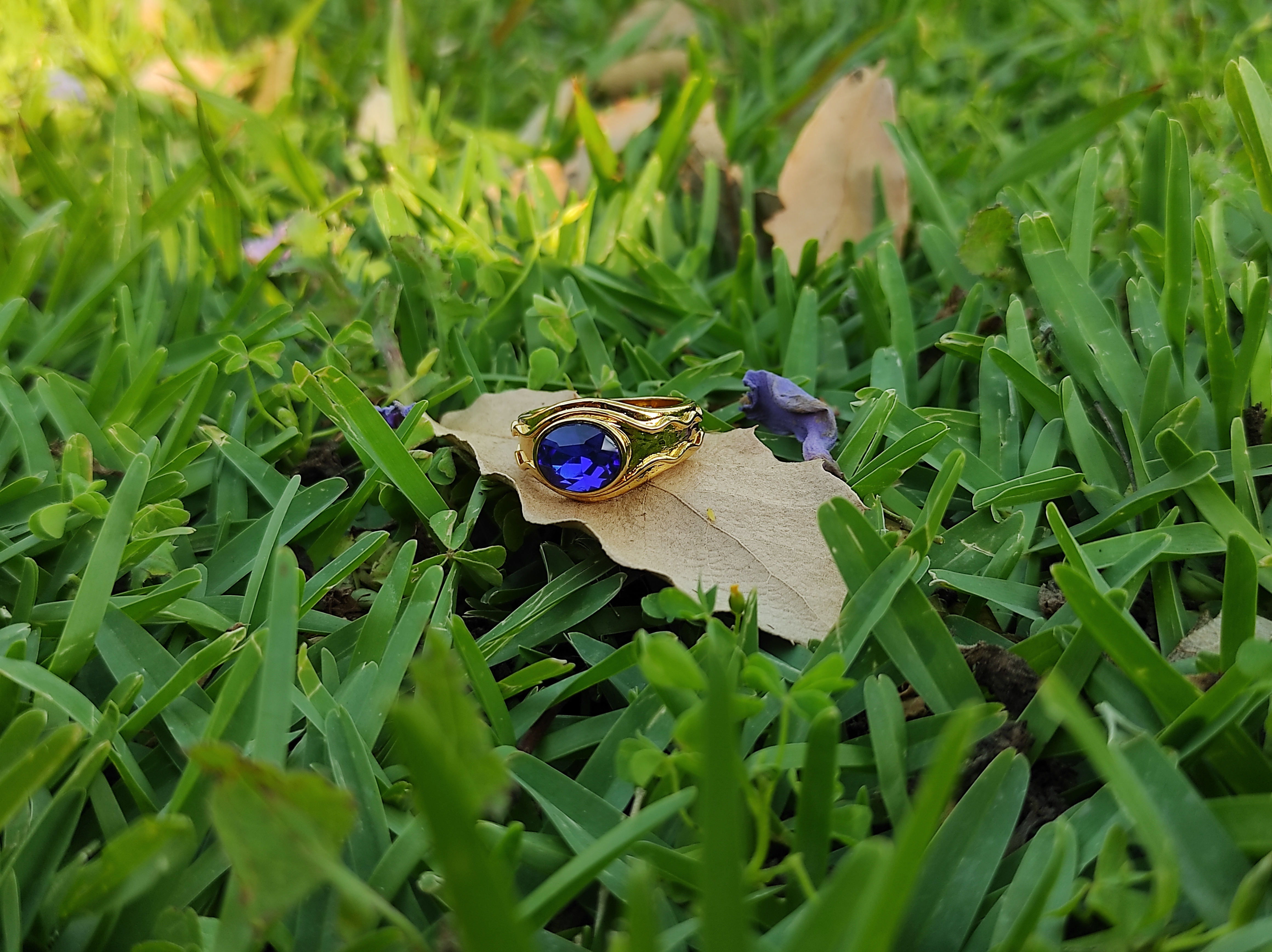
Versión cinematográfica de Peter Jackson

Fue creado por Celebrimbor después de la partida de Annatar (Sauron) de Eregion y estaba libre de su influencia, ya que fue escondido al conocer los elfos la forja del Anillo Único, pero, como todos los demás anillos, estaba sometido a su poder. Al comienzo de la guerra entre los elfos y Sauron, Celebrimbor cedió Vilya, junto al anillo Narya, a Gil-Galad, rey de los Noldor. Éste a su vez lo entregó a Elrond cuando partió como su segundo al mando durante la Guerra de la Última Alianza.
Al morir Gil-Galad en el transcurso de la guerra, Elrond mantuvo el anillo y fue gracias a su poder que Rivendel quedó oculto a los ojos de Sauron, y se convirtió en un lugar donde se curaban las heridas del cuerpo, la mente y el espíritu, remanso de paz, artes y conocimientos.
Vilya, como los otros anillos, perdió su poder al final de la Tercera Edad cuando el Anillo Único fue destruido. Elrond se embarcó con él en los Puertos Grises, junto con los demás Portadores de los Anillos, rumbo al Antiguo Occidente.
- Datos: Q2354291